# Klaustrofobi
Klaustrofobi er en angstsygdom, som indebærer frygt for indelukkede områder.
Klaustrofober kan få panikanfald eller frygte at få et anfald af vild panik, i situationer som at være i elevatorer, tog eller flyvemaskiner.
Omvendt vil folk, som er sårbare over for panikanfald ofte udvikle klaustrofobi.
Hvis klaustrofoben får et anfald, mens han er i et aflukket rum, frygter han, at han ikke vil kunne undslippe situationen. Folk, som lider af klaustrofobi, kan have svært ved at trække vejret i lukkede auditorier, teatre og elevatorer. Ligesom mange andre psykiske sygdomme kan klaustrofobi somme tider udvikles på grund af en traumatisk hændelse i barndommen.
Klaustrofobi kan behandles på samme måde som andre angstsygdomme med en række behandlinger bl.a. kognitiv terapi og brug af anti-angst medicin.
Populært betragtes klaustrofobi som det modsatte af agorafobi eller "frygt for åbne områder". Dette er dog at oversimplificere tingene: klaustrofober kan også frygte at være i folkemængder, og agorafobi kan også beskrives som "frygt for offentlige steder", og på den måde kan en overfyldt festplads f.eks. ramme både klaustrofober og agorafober negativt.

## Frekvens
Man har fundet ud af, at 5-10,6% af de mennesker som blev screenet før en NMR, havde klaustrofobi. Derudover havde 7% af patienterne uidentificeret klaustrofobi og måtte stoppe scanningsproceduren før tid. 30% beskrev et mindre ubehag ved at være nødt til at ligge i et indelukket område i lang tid.

## Behandling
Der er et fåtal af terapier, som kan kurere fobien:
- Patienter kan sættes i indelukkede områder. Erkendelsen af, at de har været udsat for deres største frygt uden at være kommet til skade, kan gøre indtryk og være en stærk terapi.
- Patienter kan lære specifikke afslapnings- og visualíseringsteknikker, som de kan bruge mod fobi-relateret angst. Udløsningen af fobien introduceres gradvis, mens patienterne koncentrerer sig om at opnå fysisk og psykisk afspænding. Til sidst vil de være i stand til at konfrontere kilden til deres frygt uden at blive nervøse.
- Forbilleder – patienter kan også se andre patienter blive sat i lukkede områder (terapi I), og opfordres til at efterligne den samme tillid.
- Kognitiv adfærdsterapi – personen hjælpes til at konfrontere og ændre de tanker og holdninger, som kan føre til følelsen af frygt.
- Medicinsk behandling – Beroligende og antidepressiv medicin. Medicin såsom beta-blokkere kan bruges til at behandle de fysiske symptomer på angst, f.eks. et hurtigt slående hjerte.

Man kan også blive behandlet via hypnose; det er dog ikke alle det virker på.

## Eksterne links
- Victorias regerings artikel om klaustrofobi Arkiveret 6. september 2006 hos  Wayback Machine (engelsk)